# Jacek Rostowski
Jacek Rostowski, właśc. Jan Antony Vincent-Rostowski (ur. 30 kwietnia 1951 w Londynie) – polski i brytyjski ekonomista oraz polityk, w latach 2007–2013 minister finansów, w 2013 wiceprezes Rady Ministrów, poseł na Sejm VII kadencji, w 2015 szef Zespołu Doradców Politycznych Prezesa Rady Ministrów, od 2025 stały przedstawiciel RP przy Organizacji Współpracy Gospodarczej i Rozwoju.

## Życiorys

### Rodzina
Jacek Rostowski pochodzi z rodziny polskich emigrantów pochodzenia żydowskiego. Jest wnukiem Jakuba Rothfelda (Rostowskiego), neurologa, profesora Uniwersytetu Jana Kazimierza we Lwowie i Polskiego Wydziału Lekarskiego w Edynburgu. Urodził się w Londynie jako syn Jadwigi z domu Orzech (primo voto Vetter) i Romana Rostowskiego, prawnika, początkowo sekretarza i tłumacza premiera Tomasza Arciszewskiego, a później urzędnika kolonialnego Wielkiej Brytanii.
Jacek Rostowski spędził dzieciństwo w miejscach pracy swojego ojca – w brytyjskich placówkach dyplomatycznych w Kenii, na Mauritiusie i na Seszelach. Posiada obywatelstwo zarówno polskie, jak i brytyjskie. Jest żonaty z Wandą Rostowską, producentką i reżyserką filmową. Ma dwoje dzieci.

### Wykształcenie
Jacek Rostowski uczęszczał do szkoły Westminster w Londynie. Następnie uzyskiwał kolejne tytuły zawodowe:
- 1972: BSc (Bachelor of Science) – International Relations, University College London,
- 1973: MA (Master of Arts) – Economy and History, University College London,
- 1975: MSc (Master of Science) – Economics, London School of Economics and Political Science[6].

### Działalność zawodowa i polityczna
W latach 1988–1995 był wykładowcą w School of Slavonic and East European Studies na University College London. W latach 1992–1995 pracował także w Centre for Economic Performance, London School of Economics and Political Science (LSE). W 1995 został profesorem mianowanym prywatnej uczelni (według amerykańskiego systemu szkolnictwa wyższego) i kierownikiem Katedry Ekonomii na Central European University w Budapeszcie.
W latach 1989–1991 pełnił funkcję doradcy ekonomicznego wicepremiera i ministra finansów Leszka Balcerowicza, a w latach 1997–2001 kierował Radą Makroekonomiczną w Ministerstwie Finansów. Od 2002 do 2004 był doradcą prezesa Narodowego Banku Polskiego. Doradzał również rządowi Federacji Rosyjskiej w sprawach polityki makroekonomicznej. Od 2004 zajmował stanowisko doradcy zarządu Banku Pekao (zawiesił tę działalność, obejmując urząd ministra). Należy do współzałożycieli Centrum Analiz Społeczno-Ekonomicznych (CASE), zasiadał w radzie tej fundacji (zrezygnował po objęciu funkcji ministra).
Jest autorem publikacji poświęconych problematyce rozszerzonej Unii Europejskiej, polityce monetarnej, kursowej i transformacji gospodarek postkomunistycznych, w tym książki Macroeconomic Instability in Post-Communist Countries (Oxford University Press, 1998) oraz około 40 artykułów wydanych w zbiorowych publikacjach i czasopismach naukowych. W 2012 uczestniczył w spotkaniu Grupy Bilderberg.
16 listopada 2007 został ministrem finansów w pierwszym rządzie Donalda Tuska. W okresie pobytu w Wielkiej Brytanii należał do Partii Konserwatywnej. W 2009 złożył wniosek o przyjęcie do Platformy Obywatelskiej. W wyborach parlamentarnych w 2011 z listy PO uzyskał mandat posła VII kadencji w okręgu warszawskim, otrzymując 10 743 głosy. W drugim rządzie Donalda Tuska zachował stanowisko ministra finansów. 25 lutego 2013 powołany nadto na urząd wicepremiera.
27 listopada 2013 odwołany przez prezydenta Bronisława Komorowskiego ze stanowisk wicepremiera i ministra finansów. 14 grudnia tego samego roku wybrany na członka zarządu krajowego PO. W wyborach do Parlamentu Europejskiego w 2014 bezskutecznie ubiegał się o mandat z pierwszego miejsca na liście Platformy Obywatelskiej w województwie kujawsko-pomorskim, uzyskując 32 514 głosów.
W styczniu 2015 został członkiem Rady Gospodarczej przy prezesie Rady Ministrów, a w lutym 2015 szefem Zespołu Doradców Politycznych Prezesa Rady Ministrów. Był jedną z osób, których prywatne rozmowy zostały nagrane i następnie ujawnione w ramach tzw. afery podsłuchowej. W jej trakcie w czerwcu 2015 premier Ewa Kopacz przyjęła jego dymisję. Jacek Rostowski zrezygnował również z ubiegania się o poselską reelekcję. W 2016 został członkiem zespołu doradców ekonomicznych PO, odchodząc z zarządu krajowego partii.
W 2019 kandydował w Wielkiej Brytanii w wyborach europejskich z listy partii Change UK, która nie uzyskała żadnych mandatów w PE. W styczniu 2025 został p.o. kierownika Stałego Przedstawicielstwa RP przy Organizacji Współpracy Gospodarczej i Rozwoju (OECD) w Paryżu. W kwietniu tego samego roku prezydent mianował go na stanowisko stałego przedstawiciela RP przy OECD.

## Wyróżnienia
W 2010 otrzymał nagrodę „Krzesło Roku”, przyznaną przez tygodnik „The Warsaw Voice” oraz tytuł najlepszego ministra finansów w Europie, przyznany przez brytyjski miesięcznik „The Banker”. Serwis „Emerging Markets” dwukrotnie wyróżnił go wśród ministrów finansów w Europie Środkowej i Wschodniej (2009 i 2012). W 2013 otrzymał Nagrodę Kisiela w kategorii polityk „za rolę sapera gospodarki”.